# Justin & Hiệp sĩ Quả cảm
Justin & Hiệp sĩ Quả cảm (tên gốc tiếng Tây Ban Nha: Justin y la espada del valor, còn được biết đến với tên tiếng Anh: Justin and the Knights of Valour) là phim điện ảnh hài kịch sử thi nói Ban Nha năm 2013 do Manuel Sicilia biên kịch và đạo diễn. Phim do Kandor Graphics sản xuất, và được phân phối bởi Entertainment One Films. phim có sự tham gia lồng tiếng của  Freddie Highmore, Saoirse Ronan, James Cosmo, Charles Dance, Tamsin Egerton, Antonio Banderas, Rupert Everett, Alfred Molina, Mark Strong, Angela Lansbury, David Walliams, Julie Walters và Olivia Williams.
Justin & Hiệp sĩ Quả cảm được công chiếu lần đầu vào ngày 13 tháng 9 năm 2013 và được phát hành rạp vào tháng 9 năm 2013 tại Tây Ban Nha và Vương quốc Anh. Phim khởi chiếu tại thị trường Việt Nam vào ngày 20 tháng 9 năm 2013. Tác phẩm được Paramount Home Media Distribution phát hành dưới định dạng DVD và Blu-ray vào năm 2014.

## Nội dung
Justin luôn muốn trở thành một hiệp sĩ, nhưng cha anh, cố vấn trưởng của Nữ hoàng, lại muốn con trai mình tiếp bước và trở thành một luật sư. Để tìm kiếm sự giúp đỡ, cậu bé tìm kiếm bà của mình và phát hiện ra rằng ông nội của cậu, Sir Roland, là hiệp sĩ cao quý nhất trong vương quốc và là người bảo vệ của Nhà vua, cho đến khi cả hai bị phản bội và giết chết bởi Sir Heraclio khủng khiếp. Để chống lại mong muốn của cha mình, Justin quyết định theo đuổi ước mơ của mình và bắt đầu hành trình trở thành một hiệp sĩ.

## Lồng tiếng
| Nhân vật   | Diễn viên lồng tiếng |
| ---------- | -------------------- |
| Justin     | Freddie Highmore     |
| Talia      | Saoirse Ronan        |
| Blucher    | James Cosmo          |
| Legantir   | Charles Dance        |
| Lara       | Tamsin Egerton       |
| Sir Clorex | Antonio Banderas     |
| Sota       | Rupert Everett       |
| Braulio    | Barry Humphries      |
| Reginald   | Alfred Molina        |
| Heraclio   | Mark Strong          |
| Melquiades | David Walliams       |
| Gran       | Julie Walters        |

## Đón nhận

### Đánh giá chuyên môn
Trên trang mạng tổng hợp kết quả đánh giá Rotten Tomatoes, Justin & Hiệp sĩ Quả cảm đạt mức đánh giá 35% dựa theo 15 ý kiến, với điểm trung bình là 3,9/10.